# Église de la Sainte-Trinité de Prague
Pour les articles homonymes, voir Église de la Sainte-Trinité.
L'église de la Sainte Trinité de Prague est un édifice baroque situé dans le quartier historique de Nové Město à Prague. Elle a été édifiée en 1713. L'église est protégée en tant que monument culturel et est située à proximité immédiate du campus de la Faculté d'éducation de l'université Charles. Fin 2005, l'église a été cédée aux catholiques grecs slovaques.

## Histoire
L’église et le bâtiment du monastère voisin (face à la rue Lazarská) ont été construits entre 1708 et 1713. L’église a reçu une nouvelle façade en 1896, la dernière en 1991, tandis que le bâtiment de l’ancien couvent trinitaire, divisé en rue Lazarská, a été démoli en 1889. Sous l’église se trouvent deux espaces voûtés de la crypte souterraine des moines et des bienfaiteurs. À gauche de l’entrée de l’église, derrière une courte section du mur d’enceinte avec une porte semi-circulaire, se trouve une statue de saint Jude Thaddée de 1734, provenant peut-être de l’atelier de Matthias Bernard Braun. Sur le côté droit de l’église se trouve une statue de Jean Népomucène placé dans un édicule cubiste moderne. 

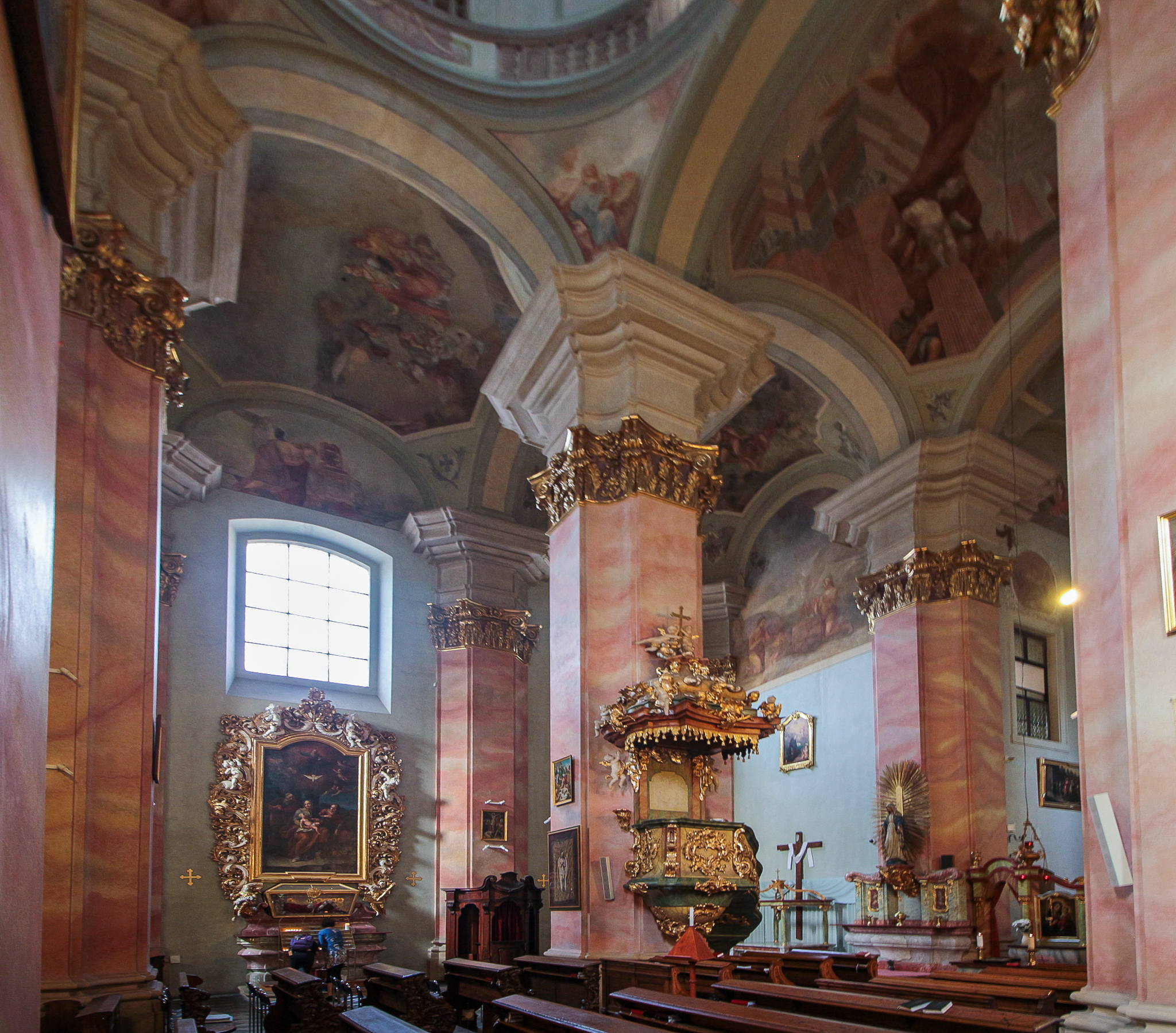
Intérieur de l'église

Dans le cadre du programme de préservation du patrimoine architectural, 3 000 000 de couronnes tchèques ont servi à réparer le monument au cours des années 1995-2014.

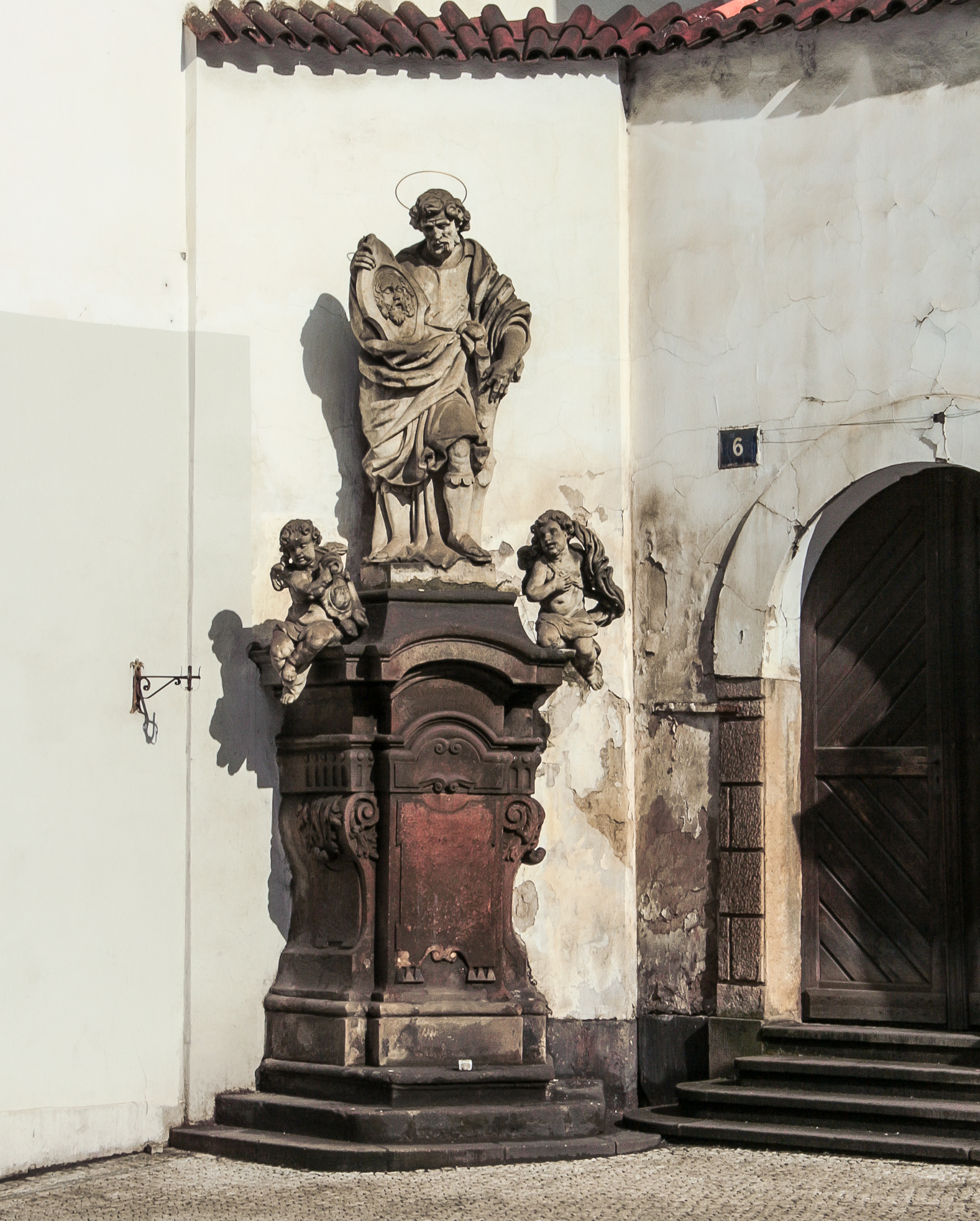
Statue de Saint Jude Thaddée devant le monastère trinitaire

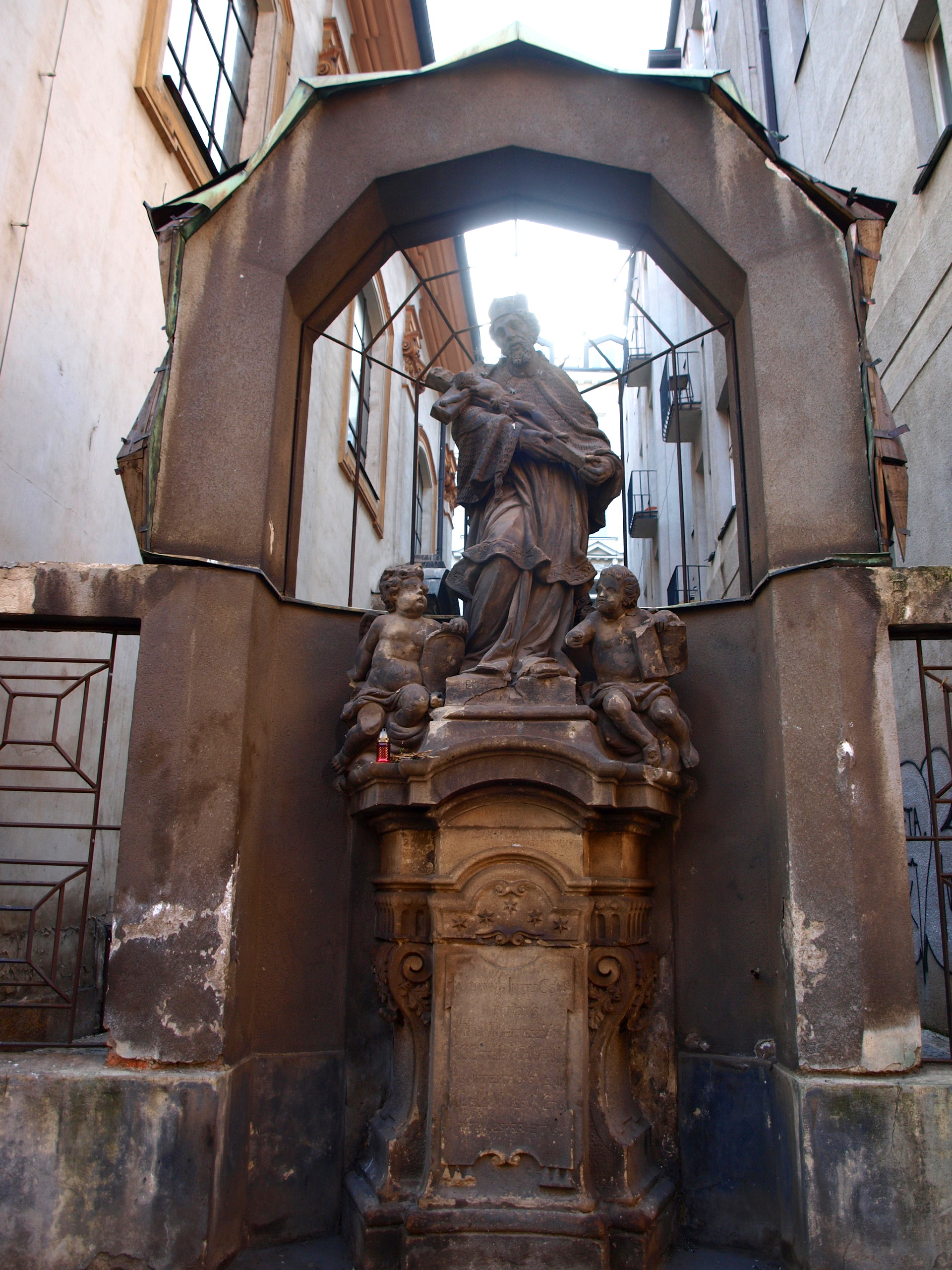
Statue baroque de Saint Jean Népomucène et abri cubiste de la proche Maison Diamant

L'orgue néo-Renaissance date de la fin du XIXe siècle, décoré de l'ornement rococo original.